# Taux d'inversion
Le taux d'inversion est le taux d'intérêt appliqué par la banque centrale aux banques au-delà duquel une chute du taux d'intérêt aura pour effet d'augmenter les taux d'intérêt appliqués par la banque lorsqu'elle octroie des prêts. Il s'agit d'un effet pervers lié aux politiques monétaires non conventionnelles.

## Concept
La politique monétaire vise, pour la banque centrale, à remplir des objectifs tels que la stabilité des prix ou encore le plein emploi. Lors d'une crise économique ou d'une récession, la banque centrale manipule les taux directeurs qui sont les taux qu'elle applique aux banques dans son système économique. Par exemple, en réduisant le taux de rémunération des dépôts, la banque centrale rend moins rentable pour les banques de déposer leurs liquidités à la banque centrale, et donc plus rentable pour elles d'octroyer des prêts aux particuliers et aux entreprises, ce qui stimule l'investissement. Dans des cas extrêmes, la banque centrale peut même appliquer un taux d'intérêt négatif. Ainsi, à un taux de -1% de rémunération des dépôts, pour chaque 100€ placés par une banque, la banque centrale ponctionne 1€ chaque année, ce qui pousse les banques à prêter plutôt qu'à thésauriser leurs liquidités.
Toutefois, cette politique de taux faibles ou négatifs peut avoir un effet pervers. Lorsque, pour stimuler la croissance, la banque centrale réduit les taux d'intérêt, elle exerce une pression à la baisse sur les revenus des banques. Avec un taux négatif, le revenu peut même diminuer, du fait de la ponction annuelle. Or, une compression des revenus oblige la banque à trouver des sources de financement : cela conduit les banques à augmenter leurs taux d'intérêt afin de gagner plus d'argent, ainsi que d'augmenter les frais bancaires. Par conséquent, en cherchant à stimuler la croissance en diminuant les taux d'intérêt, la banque centrale a en réalité affaibli le système bancaire et causé une augmentation des taux pratiqués dans l'économie par ces dernières.
Le taux d'inversion est le taux d'intérêt appliqué par la banque centrale au-delà duquel l'effet pervers a lieu. Dès lors que la banque centrale applique ce taux ou un taux plus faible, le mécanisme de l'effet pervers s'enclenche, et une baisse supplémentaire du taux provoquera une fragilisation accentuée des banques et par répercussion une hausse des taux qu'elles pratiquent et des frais bancaires. En d'autres termes, le taux d'inversion est le taux « au-delà duquel un assouplissement monétaire pénalise l’activité du fait de son impact négatif sur l’intermédiation bancaire ».
Le taux d'inversion n'est donc pas un taux nominal, ou un taux fixe, ni même fixé. Ce taux évolue constamment et est difficilement calculable. Il est toutefois possible d'estimer la relation entre la baisse du taux par la banque centrale et l'augmentation des taux d'intérêt qui s'ensuit. Afin de lutter contre l'effet pervers induit par le dépassement du taux d'inversion, certaines banques centrales ont mis en place un système à deux paliers.

## Historique
Le taux d'inversion est un concept récent, du fait du caractère inédit, dans l'histoire moderne, de la faiblesse structurelle des taux d'intérêts, ainsi que de l'application par les banques centrales de taux d'intérêt négatif aux banques. Il est découvert en 2018 par Markus Brunnermeier et Yann Koby, qui en traitent dans un article publié au National Bureau of Economic Research.
En 2019, Koichi Hamada remarque que la Banque du Japon prend garde à ne pas dépasser le taux d'inversion, car elle connaît le caractère nocif du dépassement de ce taux pour les petites institutions bancaires japonaises, qui sont nombreuses.
En 2020, Christine Lagarde comme Jens Weidmann ont parlé du taux d'inversion dans leurs conférences, en soulignant qu'il n'avait pas encore été atteint dans la zone euro.